# Liste der Kantone im Département Loir-et-Cher
Das Département Loir-et-Cher liegt in der Region Centre-Val de Loire in Frankreich. Es untergliedert sich in drei Arrondissements mit 15 Kantonen (französisch cantons).
Siehe auch: Liste der Gemeinden im Département Loir-et-Cher

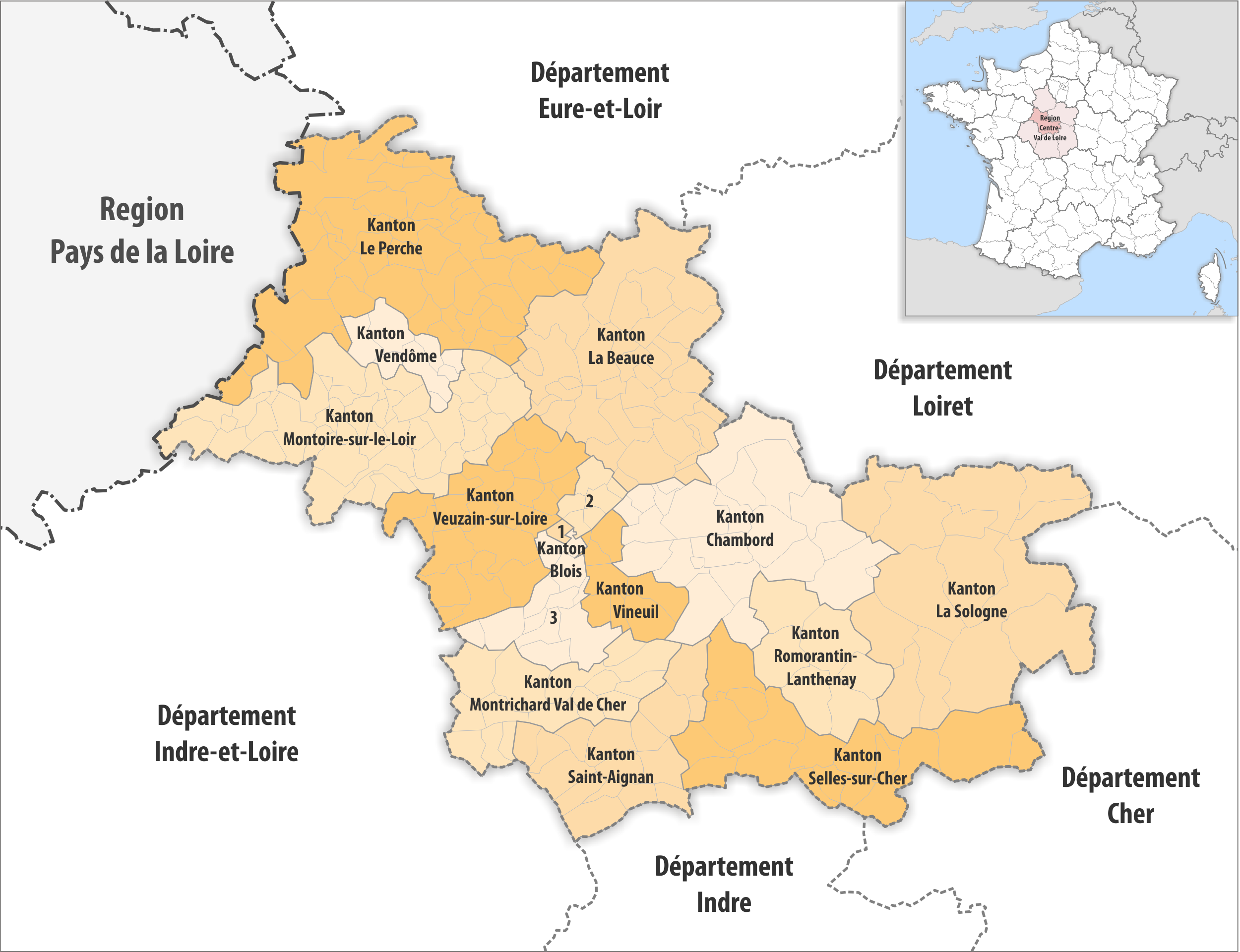
Gemeinden und Kantone im Département Loir-et-Cher

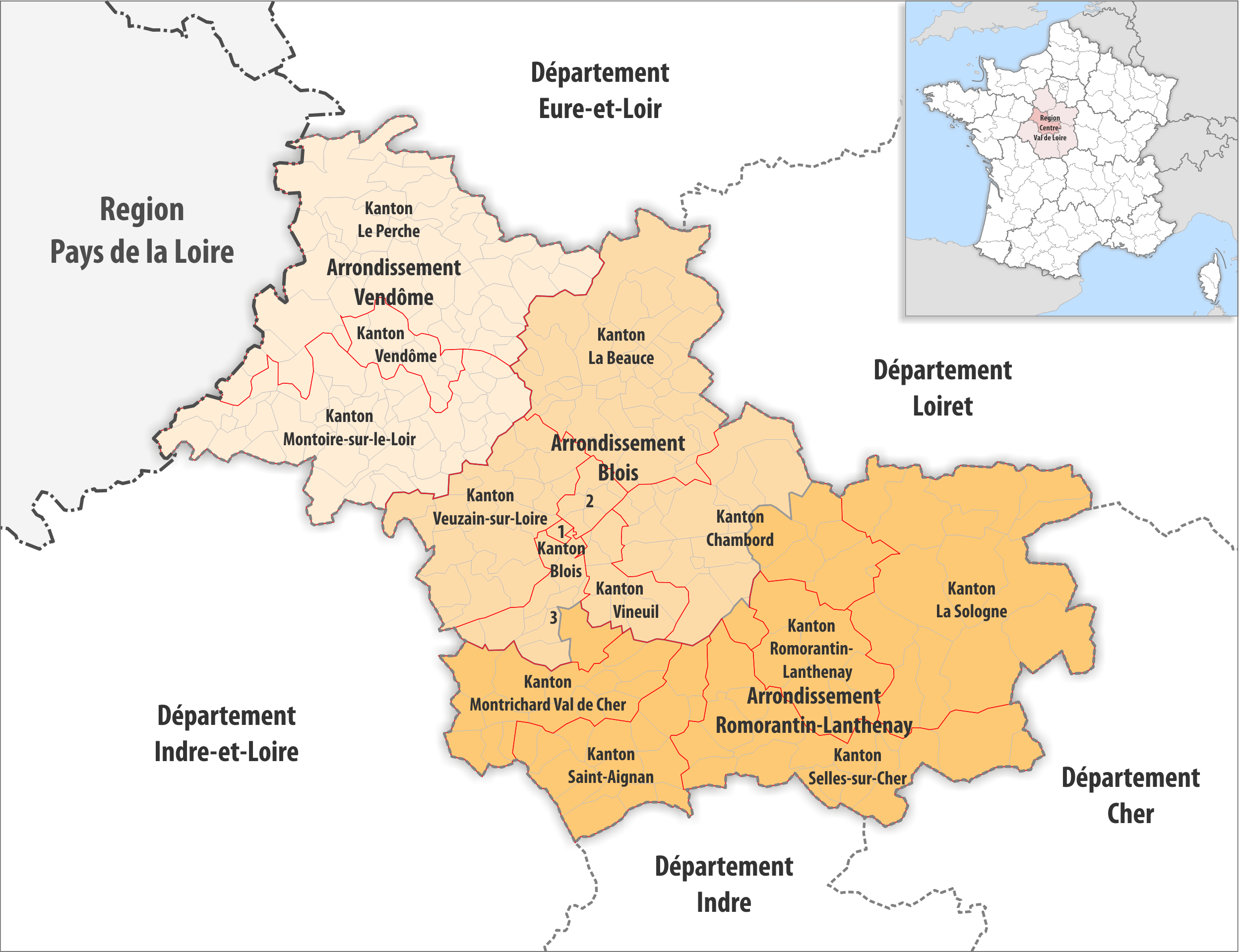
Gemeinden, Arrondissemente und Kantone im Département Loir-et-Cher

| Kanton                   | Gemeinden | Einwohner 1. Januar 2022 | Fläche km² | Dichte Einw./km² | Code INSEE | Arrondissement(e)           |
| ------------------------ | --------- | ------------------------ | ---------- | ---------------- | ---------- | --------------------------- |
| La Beauce                | 34        | 24.383                   | 725,08     | 34               | 4101       | Blois                       |
| Blois-1                  | 1⁄4       | 21.105                   | 7,35       | 2.871            | 4102       | Blois                       |
| Blois-2                  | 5 1⁄4     | 24.497                   | 58,06      | 422              | 4103       | Blois                       |
| Blois-3                  | 9 3⁄4     | 21.018                   | 193,08     | 109              | 4104       | Blois, Romorantin-Lanthenay |
| Chambord                 | 23        | 25.678                   | 659,26     | 39               | 4105       | Blois, Romorantin-Lanthenay |
| Montoire-sur-le-Loir     | 46        | 21.839                   | 664,80     | 33               | 4106       | Vendôme                     |
| Montrichard Val de Cher  | 13 1⁄2    | 21.237                   | 331,47     | 64               | 4107       | Romorantin-Lanthenay        |
| Le Perche                | 46        | 22.478                   | 939,01     | 24               | 4109       | Vendôme                     |
| Romorantin-Lanthenay     | 6         | 20.440                   | 266,67     | 77               | 4110       | Romorantin-Lanthenay        |
| Saint-Aignan             | 16        | 18.533                   | 352,48     | 53               | 4111       | Romorantin-Lanthenay        |
| Selles-sur-Cher          | 17        | 20.842                   | 539,42     | 39               | 4112       | Romorantin-Lanthenay        |
| La Sologne               | 14        | 21.850                   | 909,90     | 24               | 4113       | Romorantin-Lanthenay        |
| Vendôme                  | 8         | 22.859                   | 118,53     | 193              | 4114       | Vendôme                     |
| Veuzain-sur-Loire        | 21        | 19.803                   | 435,45     | 45               | 4108       | Blois                       |
| Vineuil                  | 7 1⁄4     | 22.391                   | 142,88     | 157              | 4115       | Blois                       |
| Département Loir-et-Cher | 267       | 328.953                  | 6.343,44   | 52               | 41         | –                           |

## Liste ehemaliger Kantone
Bis zum Neuzuschnitt der französischen Kantone im März 2015 war das Département Loir-et-Cher wie folgt in 30 Kantone unterteilt:
| Arrondissement       | Kantone |
| -------------------- | --- |
| Blois                | Blois-1, Blois-2, Blois-3, Blois-4, Blois-5, Bracieux, Contres, Herbault, Marchenoir, Mer, Montrichard, Ouzouer-le-Marché, Vineuil                 |
| Romorantin-Lanthenay | Lamotte-Beuvron, Mennetou-sur-Cher, Neung-sur-Beuvron, Romorantin-Lanthenay-Nord, Romorantin-Lanthenay-Sud, Saint-Aignan, Salbris, Selles-sur-Cher |
| Vendôme              | Droué, Mondoubleau, Montoire-sur-le-Loir, Morée, Saint-Amand-Longpré, Savigny-sur-Braye, Selommes, Vendôme-1, Vendôme-2                            |